# Флоридська пума
Флоридська пума (Puma concolor coryi) — найрідкісніший, зникомий підвид пуми. Її чисельність у природі у 2011 році становила від 100 до 160 особин (а в 1970-ті роки опускалася приблизно до 20 особин). Мешкає вона в лісах і болотах південної Флориди (США), переважно в районі заповідника «Big Cypress National Preserve». Причиною її вимирання стало, в основному, осушення боліт, спортивне полювання, отруєння і мізерність генетичного матеріалу, що веде до інбридингу. Загрозою також є зіткнення з транспортними засобами.

## Опис
Флоридська пума середнього розміру як для даного виду, тобто вона менша, ніж пуми з північних областей і більша від пум із Неотропіків. Дорослі самиці важать 29–45.5 кг, тоді як більші самці важать 45.5–72 кг. Загальна довжина становить від 1,8 до 2,2 м, а висота в плечах 60–70 см. Самці, в середньому, на 9,4 % більші й на 33,2 % важчі, ніж самиці.
Флоридська пума відрізняється порівняно дрібними розмірами і високими лапами. Забарвлення шерсті у неї темне, рудувате. В результаті інбридингу особини цього підвиду придбали заломлений кінчик хвоста. Існують плани схрещування Флоридської пуми з пумами інших підвидів для створення стійкої саморегульованої популяції. При народженні діти, як правило, мають блакитні очі.

## Поведінка
Це солітарний вид. Дорослі рідко зустрічаються разом, окрім сезону розмноження. Оселища можуть бути досить великими, й оселища різних особин можуть перекриватися. Це хижі м'ясоїдні тварини й олень білохвостий є найбільш важливою здобиччю. Інші значущі види здобичі: кролі, ракун звичайний, разорбек, броненосцеві і птахи. Наближається до жертви повільно і атакує короткою, високошвидкісною атакою. Велику здобич убиває кусаючи спинний мозок на верхній частині шиї, де єднаються шия і голова. Жертву флоридська пума переносить у приховане місце для спокійного спожитку. Решту здобичі пума приховує травою щоб харчуватися пізніше.

## Галерея

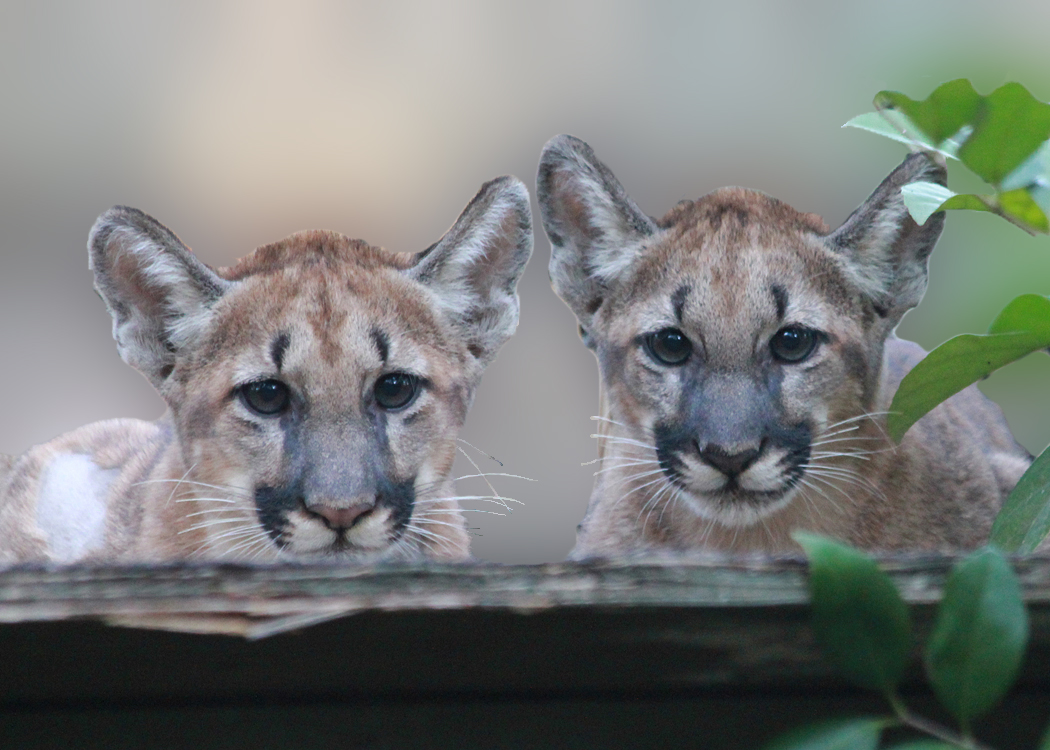
Дитинчата флоридської пуми
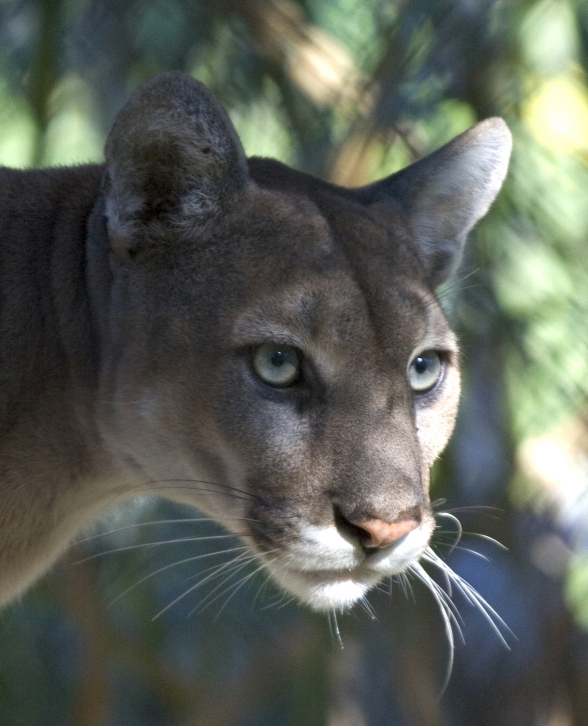
Флоридська пума в Еверглейдс
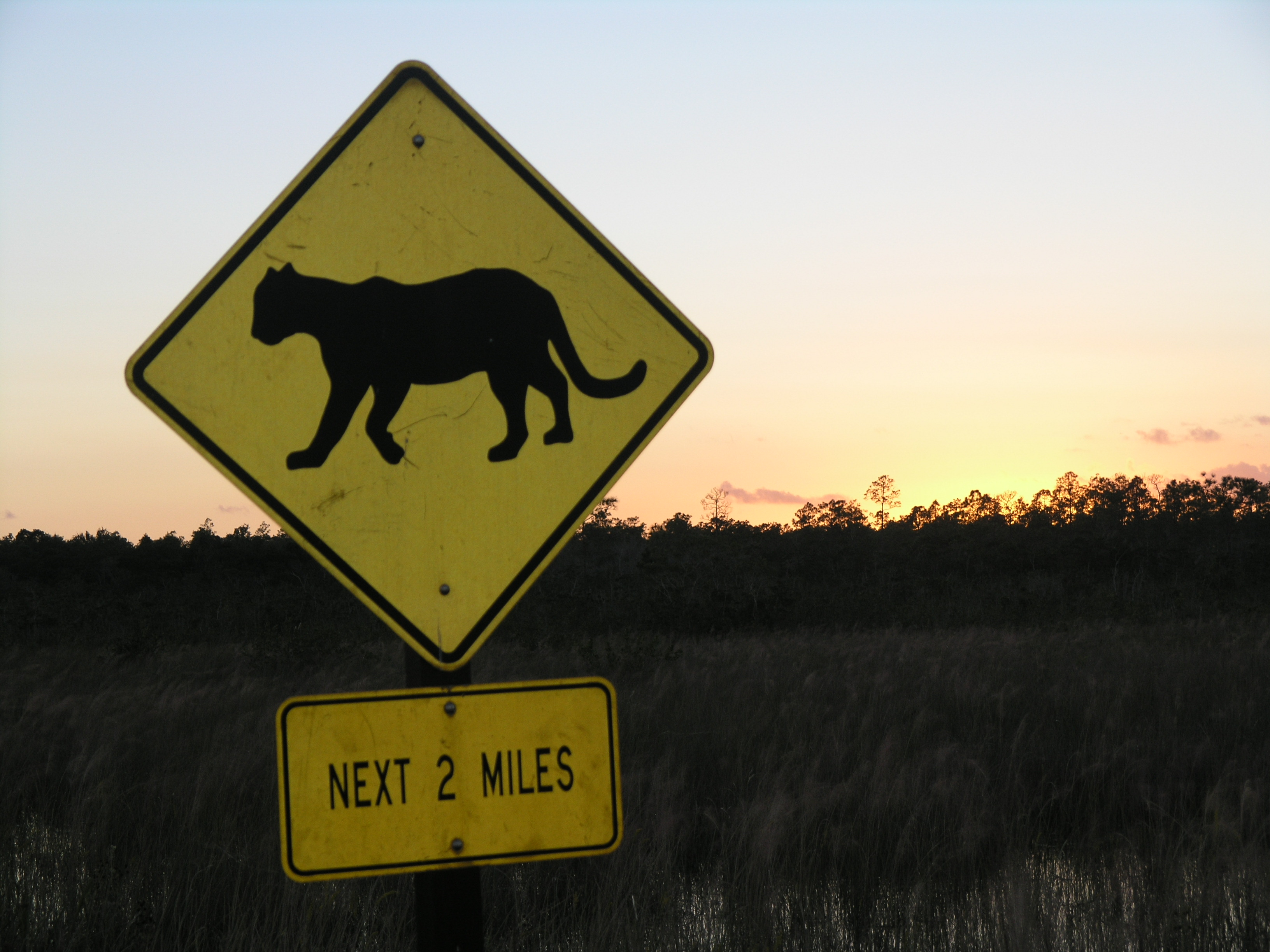
Їдьте обережно, на дорозі можуть бути пуми.